# ケニー・ウィルソン
ケネス・アール・ウィルソン（Kenneth Earl Wilson、1990年1月30日 - ）は、アメリカ合衆国・フロリダ州タンパ出身のプロ野球選手(外野手)。右投右打。現在は、MLBのマイアミ・マーリンズの傘下に所属している。

## 経歴

### プロ入りとブルージェイズ傘下時代
2008年のMLBドラフトでトロント・ブルージェイズからドラフト2巡目指名され契約を結びプロ入りを果たした。この年は、傘下ルーキーリーグのガルフ・コーストリーグ・ブルージェイズで51試合に出場した。
2009年は、まず傘下ルーキーリーグのガルフ・コーストリーグ・ブルージェイズでプレーした。ここでは、8試合に出場した。その後、傘下Aのランシング・ラグナッツでプレーした。ここでは、87試合に出場した。
2010年は、傘下Aのランシング・ラグナッツでプレーした。ここでは、95試合に出場した。その後、傘下アドバンスAのダニーデン・ブルージェイズでプレーした。ここでは、18試合に出場した。
2011年は、まず傘下アドバンスAのダニーデン・ブルージェイズでプレーした。この年は、48試合に出場した。

オフの冬季には、オーストラリアン・ベースボールリーグ(ABL)のキャンベラ・キャバルリーでもプレーした。ここでは、44試合に出場し、打率253、4本塁打、24打点、44安打、12盗塁を記録した。
2012年は、まず傘下Aのランシング・ラグナッツでプレーした。ここでは、94試合に出場した。その後、傘下アドバンスAのダニーデン・ブルージェイズでプレーした。ここでは、29試合に出場した。
2013年は、怪我のためリハビリもかねて傘下ルーキーリーグのガルフ・コーストリーグ・ブルージェイズで開幕を迎えた。ここでは、3試合に出場した。その後、傘下アドバンスAのダニーデン・ブルージェイズに昇格した。ここでは、2試合に出場した。その後、傘下AAのニューハンプシャー・フィッシャーキャッツに昇格した。ここでは、55試合に出場した。オフの11月21日に、40人枠に登録された。
2014年3月10日に、傘下AAのニューハンプシャー・フィッシャーキャッツへ異動された。開幕をここで迎えた。4月22日に、ダリン・マストロアーニの加入にともないDFAとなった。

### ツインズ傘下時代
2014年4月24日に、ウェイバーでミネソタ・ツインズへ移籍した。傘下AAのニューブリテン・ロックキャッツへ異動された。ここでは、11試合に出場した。5月9日に、DFAとなった。

### ブルージェイズ復帰
2014年5月11日に、ウェイバーでトロント・ブルージェイズへ復帰した。傘下AAのニューハンプシャー・フィッシャーキャッツへ異動された。7月5日に、コール・ギレスピーの加入に伴いDFAとなった。

### アスレチックス傘下時代
2014年7月7日に、ウェイバーでオークランド・アスレチックスへ移籍した。7月28日に、DFAとなった。

### マーリンズ傘下時代
2014年12月6日に、マイアミ・マーリンズとマイナー契約を結んだ。